# Шемордан
Шемордан (тат. Шәмәрдән) — село в Сабинском районе Республики Татарстан. Административный центр Шеморданского сельского поселения. 

## География
Расположено в Западном Предкамье на водоразделе бассейнов рек Мёша и Вятка. Находится в 22 км к северу от районного центра — посёлка городского типа Богатые Сабы.

## История
История села связана со строительством железной дороги Москва — Екатеринбург в начале XX века. Основано в 1913—1914 годах как железнодорожная станция на линии Казань — Екатеринбург.
Со времени основания село было в Новочурилинской волости Мамадышского уезда Казанской губернии. С 1920 года вошло в состав вновь образованного Мамадышского кантона, с 1922 года перешло в Арский, с 1928 года в Мамадышский кантон ТАССР. В 1924–1929 годах — центр Шеморданской волости. С 10 августа 1930 года перешло в состав вновь образованного Сабинского района, с 19 февраля 1944 года перешло в Чурилинский, с 14 мая 1956 года — вновь в Сабинский район.
Шемордан получил статус посёлка городского типа 12 мая 1948 года. Преобразован в сельский населённый пункт 1 июля 2004 года.

## Население
| 1959  | 1970  | 1979  | 1989  | 2002  | 2010  | 2017  |
| ----- | ----- | ----- | ----- | ----- | ----- | ----- |
| 5131  | ↘4231 | ↗4387 | ↗5293 | ↗5876 | ↗5943 | ↗6247 |
| 2021  |       |       |       |       |       |       |
| ↘5740 |       |       |       |       |       |       |

## Экономика
В селе действуют:
- мясокомбинат (с 1968 г., с 2011 г. был в составе общества с ограниченной ответственностью «ТатМитАГРО», с 2022 года реорганизовано в общество с ограниченной ответственностью «Восточный»)
- хлебоприемное предприятие (с 1929 г., с 2002 г. реорганизовано в акционерное общество «Шеморданское хлебоприемное предприятие»)
- Шеморданское линейно-производственное управление магистральных газопроводов (в 1975—1983 гг. действовало как газокомпрессорная станция)[10]
- фабрика меховых изделий.

## Транспорт
Шемордан — железнодорожная станция (построена в 1914–1917 гг.) на линии Казань — Агрыз — Екатеринбург.

## Образование
В 1924 году в селе была открыта начальная школа, в 1934 году преобразована в семилетнюю, в 1941 — в среднюю, в 2004 — в лицей «Рост».
В селе действуют объекты образования:
- Муниципальное бюджетное общеобразовательное учреждение «Шеморданский лицей "Рост"»[11]
- детский сад «Экият» (с 1984 г.)
- детский сад «Салават купере» (с 1991 г.)
- детский сад «Теремок» (с 2015 г.)
- Детский дом творчества (филиал Сабинской детской школы искусств им. Аллагияр и Хуснуллы Валиуллиных).

## Здравоохранение
Участковая больница (открыта в 1940-х гг., в настоящее время работают плазмоцентр, отделение гемодиализа), на базе больницы действуют реабилитационный центр «Балкыш» и геронтологический центр «Надежда», Межрайонный центр глазной хирургии (с 2012 г.).

## Культура
Дом культуры (в 2001 г. построено новое здание), библиотеки – поселковая (с 1948 г.) и детская (с 1961 г.).
В 2015 году открыт парк Победы.

## Религия
Мечеть (с 1994 г.), мечеть «Шатнур» (с 2013 г.), церковь Казанской иконы Пресвятой Богородицы (с 2003 г.).

## Жилой фонд
- ул. Гагарина, № 12; ул. Железнодорожная, № 2, 3, 12, 14, 16, 18, 21; ул. Лермонтова, № 2, 4, 6, 8, 10, 14, 37, 52, 58; ул. Нариманова, № 10, 48, 54, 56, 60, 62; ул. Чапаева, № 6 — жилые дома Казанского отделения ГЖД.[12]
- ул. Строителей, № 1, 1а, 2, 3, 4, 4а, 5, 5а, 6, 7, 8, 9; ул. Ф. Карима, № 29; ул. Х. Такташа, 2, 4, 6, 8, 10, 14 — жилые дома ПМК-2 треста «Казаньхимстрой»[тат.].[13]
- ул. Азина, № 1 — жилой дом Татэнерго.[14]

## Средства массовой информации и связь
В Шемордане работает одно почтовое отделение «Почты России» и 5 операторов сотовой связи, телецентр (с 1991 г.).

## Спорт

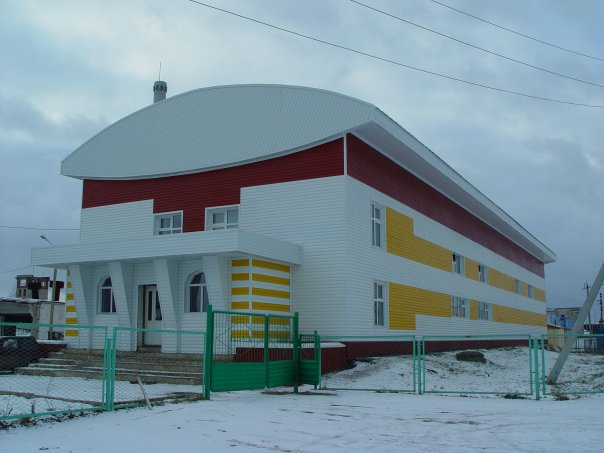
Спорткомплекс «Яшьлек»

В селе действуют спортивные организации:
- Молодежный спортивный центр «Яшьлек» (с 1996 г.), где проводятся тренировки по гиревому спорту, дзюдо, настольному теннису, волейболу и т. д. В этом же здании находится тренажерный зал
- Некоторые спортивные тренировки проводятся в «Шеморданском лицее» (футбол и баскетбол)
- Шеморданский мини-футбольный клуб «Яшьлек» выступает в высшей лиге по мини-футболу города Казани

## Известные люди
- Д. М. Исхаков (р. 1952) — этнограф, доктор исторических наук, лауреат Государственной премии РТ в области науки и техники, кавалер ордена «Дуслык»
- М. М. Мингазов (р. 1953) — народный художник РТ, заслуженный деятель искусств РТ

## Галерея

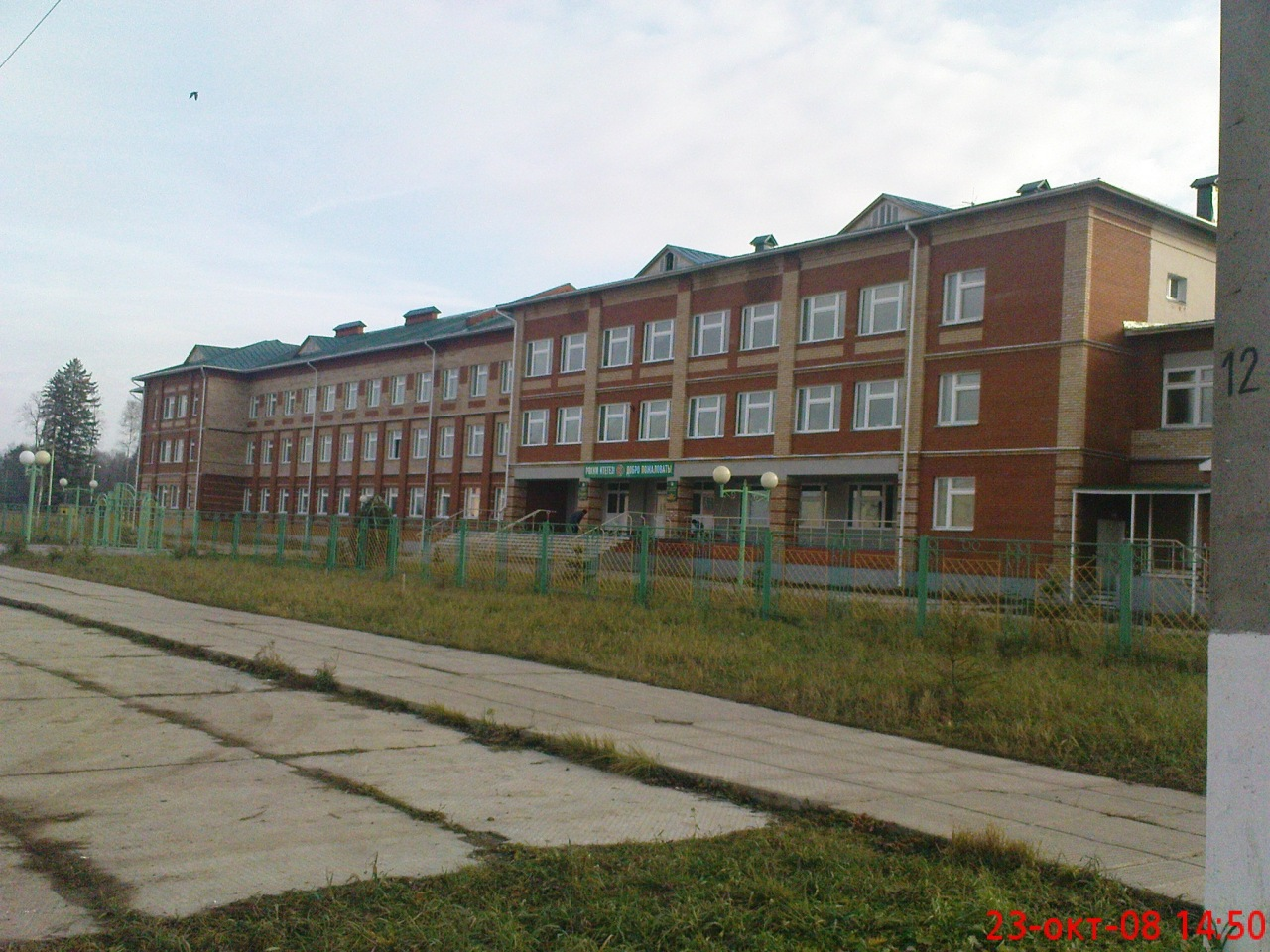
МБОУ "Шеморданский лицей"
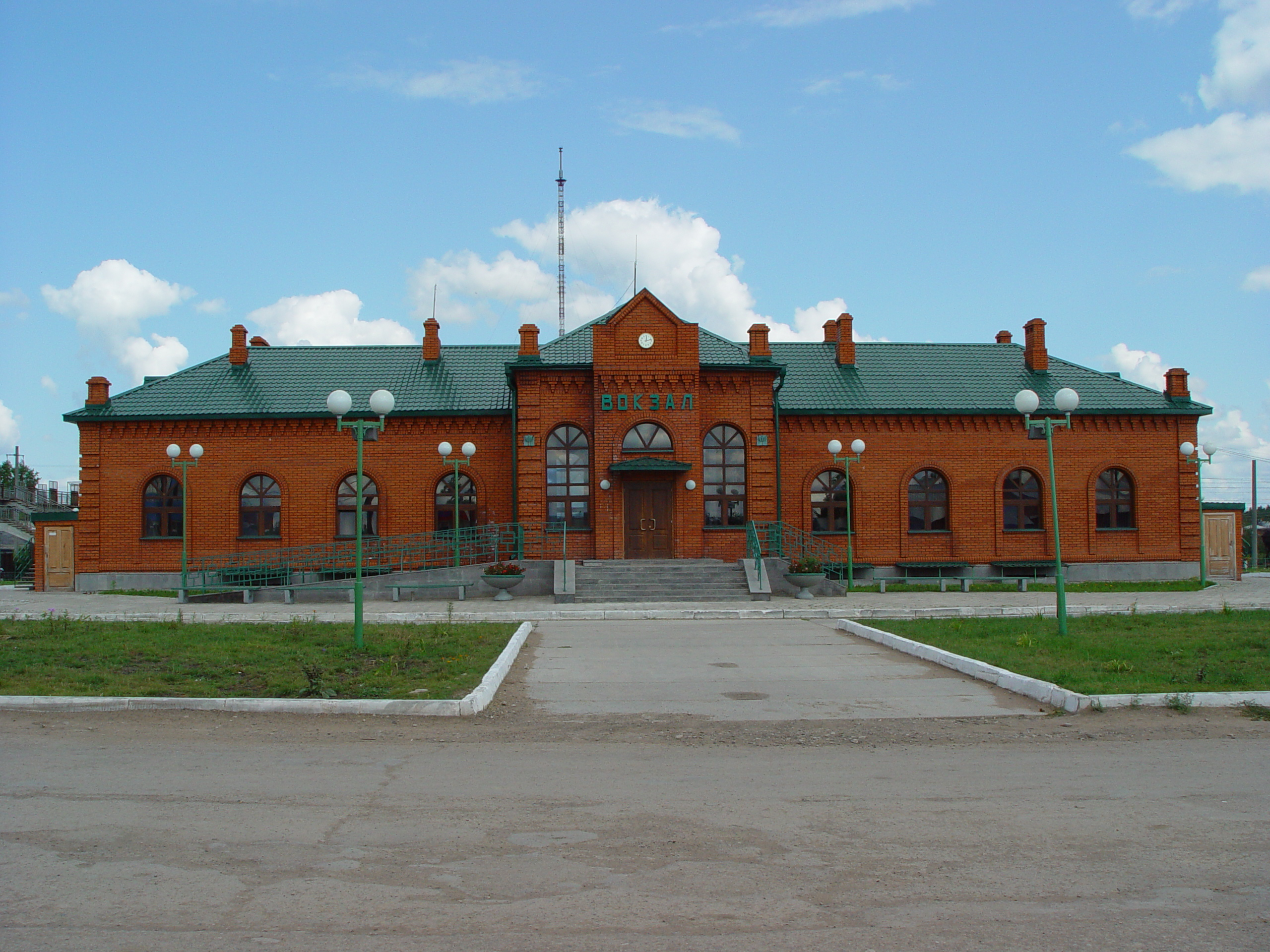
Шеморданский железнодорожный вокзал
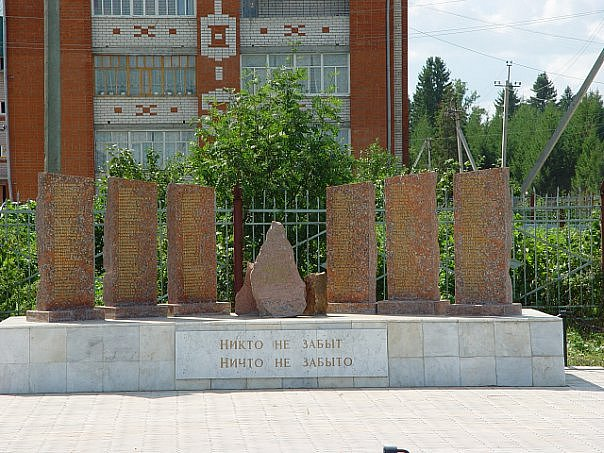
Памятник Шеморданским солдатам, павшим в Великой Отечественной войне